# Àcid quermèsic
L'àcid kermèsic és un derivat de l'antraquinona i el component principal del colorant vermell Kermes (fals carmí). El compost és l'aglicona de l'àcid carmínic, el component principal del veritable carmí.

## Origen i ús
Igual que l'àcid carmínic o l'àcid lacaic, l'àcid kermèsic és un pigment d'insectes obtingut a partir de coccinèl·lids. És l'únic compost colorant contingut en el Kermes comercial.
El Producte Principal on hi participa l'àcid quermèsic és el pigment Kermes.
L'estructura química de l'àcid kermèsic va ser dilucidada per Otto Dimroth el 1916.

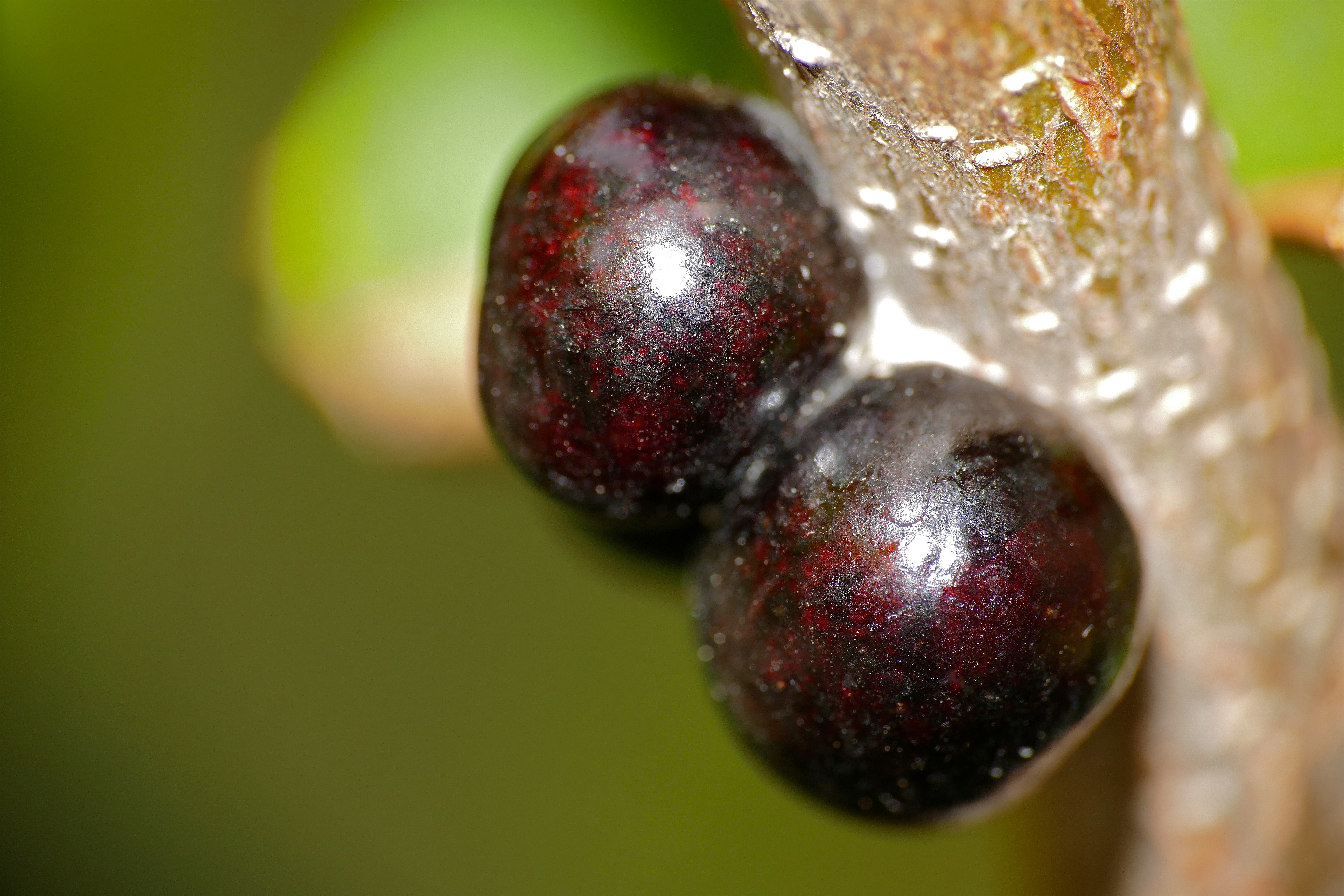
Insectes amb escut sobre una alzina